# Farida Haddouche
Farida Haddouche (sinh năm 1959 tại Algiers) là một nữ chính trị gia ở Algérie; bà là Tổng thư ký của Đảng Mặt trận Giải phóng Dân tộc.